# Каскабулацький сільський округ (Абайський район)
Каскабула́цький сільський округ (каз. Қасқабұлақ ауылдық округі, рос. Каскабулакский сельский округ) — адміністративна одиниця у складі Абайського району Абайської області Казахстану. Адміністративний центр — село Каскабулак.
Населення — 1094 особи (2021; 1340 у 2009, 1585 у 1999, 1881 у 1989).
Станом на 1989 рік існувала Кульменська сільська рада (села Акшоки, Аршали, Борли, Каскабулак) з центром у селі Каскабулак. Села Акшоки, Аршали, Комплекс були ліквідовані 1998 року.

## Склад
До складу округу входять такі населені пункти:
| Населений пункт  | Старі назви | Населення, осіб (1989) | Населення, осіб (1999) | Населення, осіб (2009) | Населення, осіб (2021) |
| ---------------- | ----------- | ---------------------- | ---------------------- | ---------------------- | ---------------------- |
| Акшоки, село     | -           | 184                    | -                      | -                      | -                      |
| Аршали, село     | -           | 85                     | -                      | -                      | -                      |
| Борли, село      | -           | 229                    | 211                    | 83                     | 53                     |
| Каскабулак, село | -           | 1383                   | 1374                   | 1257                   | 1041                   |